# Прапор Новоозерного
Прапор Новоозерного — офіційний символ селища Новоозерне (Євпаторійського району АРК), затверджений рішенням Новоозернівської селищної ради від 25 грудня 2009 року.

## Опис прапора
Прямокутне полотнище зі співвідношенням ширини до довжини 2:3, розділене по діагоналі з верхнього вільного кута, у верхньому зеленому полі білі лопаті трьох вітрогенераторів, що зменшуються до вільного краю (висота лопатей від 2/ до 1/3 ширини полотнища), у нижньому синьому — чорний якір у срібній облямівці.

## Зміст символів
Якір у синьому полі вказує, що селище виникло як військово-морська база. Лопаті вітрогенераторів уособлюють Донузлавську вітроелектростанцію.

## Недоліки прапора
У тексті прийнятого селищною радою рішення від 25 грудня 2009 року забарвлення якоря вказане як «чорний у срібній облямівці», а на доданих малюнках увесь якір білий. Остаточний вигляд символів планувалося затвердити після громадського обговорення, на яке виносився ще й альтернативний проект прапора. Оскільки якоїсь активної дискусії не було, то нового рішення так і не прийняли, залишивши невідповідність між описом і малюнком прапора.